# Eriachne nervosa
Eriachne nervosa là một loài thực vật có hoa trong họ Hòa thảo. Loài này được Ewart & Cookson mô tả khoa học đầu tiên năm 1917.